# Mirror-Syndrom
Das Mirror-Syndrom (syn. Triple-Ödem, Ballantyne-Syndrom) bezeichnet ein selten in der Schwangerschaft auftretendes Krankheitsbild, welches durch das gleichzeitige Vorhandensein von mütterlichen Ödemen und einem fetalen Hydrops gekennzeichnet ist.
Der Name Mirror-Syndrom bezieht sich auf die Ähnlichkeit zwischen den mütterlichem Ödemen und dem fetalen Hydrops. Die Erstbeschreibung erfolgte 1892 durch John William Ballantyne.

## Häufigkeit
Die Krankheit ist sehr selten, auch wenn angenommen werden muss, dass sie nicht jedes Mal richtig erkannt wird. In einer systematischen Übersichtsarbeit von 2010 wurden insgesamt 56 Fallberichte gefunden.

## Ursachen
Die Pathogenese und die Pathophysiologie des Mirror-Syndroms sind derzeit unklar. Die Ursachen für einen fetalen Hydrops können unter anderem sein:
- Rhesus-Inkompatibilität
- Fetofetales Transfusionssyndrom
- Virusinfektionen
- Fetale Missbildungen

## Symptome der Mutter
- Ödeme
- Hypertonus (Bluthochdruck)
- Proteinurie (Eiweißausscheidung im Urin)

Auch wenn die mütterlichen Symptome denen einer Präeklampsie ähneln, haben die beiden Krankheiten nichts miteinander zu tun.

## Symptome des Feten
Beim Feten zeigen sich ein
- Hydrops und
- gegebenenfalls ein Polyhydramnion.

## Differentialdiagnose
- Präeklampsie
- HELLP-Syndrom

## Therapie
Eine kausale Therapie besteht nicht, bei entsprechendem Krankheitsverlauf ist eine rasche Entbindung anzustreben. Kann jedoch die Ursache des fetalen Hydrops beseitigt werden, bessern sich auch die mütterlichen Symptome rasch. Während die mütterlichen Symptome auch nach der Entbindung rückläufig sind und damit die mütterliche Prognose gut ist, ist die fetale Prognose vom Schwangerschaftsalter bei Entbindung und von der zugrunde liegenden fetalen Grunderkrankung abhängig.